# John Casey
John Casey (1820-1891) va ser un matemàtic irlandès.

## Vida i Obra
Casey, procedent d'una família catòlica amb escassos mitjans econòmics, va aprendre matemàtiques de forma autodidacta. I no es va graduar fins que tenia 38 anys. Mentrestant va fer de mestre en el sistema públic d'ensenyament.
El 1873 va rebutjar l'oferiment del Trinity College (Dublín), majoritàriament protestant anglicà, de ser professor de geometria i, en comptes, va assumir el lloc de professor de matemàtiques superiors a la Universitat Catòlica d'Irlanda (fundada el 1851 i avui anomenada University College Dublín) de la que va ser nomenat fellow el 1882.
Casey va escriure més d'una vintena d'articles en revistes matemàtiques, però pel que és més recordat són els seus llibres de text de geometria i trigonometria. També se'l coneix per haver formulat el teorema de Casey, una generalització del teorema de Ptolemeu, sobre quatre cercles tangents interiors a un altre cercle i que no s'intersequen entre si.